# Rezzato
Rezzato é uma comuna italiana da região da Lombardia, província de Bréscia, com cerca de 13.353 habitantes. Estende-se por uma área de 18 km², tendo uma densidade populacional de 682 hab/km². Rezzanto é composto por três frações Rezzato, Virle e Treponti, faz fronteira com Botticino, Brescia, Castenedolo, Mazzano, Nuvolera.
Desde o século XVI, a sua proximidade das pedreiras de mármore de Botticino e a sua forte vocação artesanal tornaram-no conhecido como a "cidade dos pedreiros" (ou tàia-préde no dialecto de Brescia), trabalhadores qualificados em mármore.
A partir de 18 de fevereiro de 2019, o município faz parte da Associação Nacional dos Municípios Virtuosos (Italia).

## Demografia
| Variação demográfica do município entre 1861 e 2011                               |
|                                                                                   |
| Fonte: Istituto Nazionale di Statistica (ISTAT) - Elaboração gráfica da Wikipedia |

## Geminação
- Bogorodick (Rùssia), desde 26 de outubro de 2007.

## Esportes

### Atlétismo
Atletismo em Rezzato está presente na área municipal desde 1975, quando com Paolo Ortolani, então professor de educação física da escola secundária local "Giacomo Perlasca" de Rezzato, juntamente com o diretor prof. G.B. Rizzo, para alguns  líderes da Rezzato, incluindo Romolo Bresciani, que se tornará o primeiro presidente, e acima de tudo muitos estudantes começaram o grupo desportivo Rezzato (GS Rezzato), participando de vários eventos esportivos provinciais, regionais e nacionais. Agora a empresa tem o nome de G.S. Atletica Rezzato para sublinhar a especificidade do esporte e consiste em uma equipe competitiva unida que envolve crianças de escolas de ensino fundamental e médio e estudantes universitários. Em 2018 o grupo esportivo conta com cerca de 220 atletas cadastrados, 7 técnicos além de gerentes e colaboradores, realizam atividades na pista, na estrada e sem estádios (corridas de cross e mountain). A partir de 2015 a associação conta com um grupo de mestres (acima de 35), atletas que competem em corridas de rua, maratona, meia maratona e 10 km, corridas de cross e mountain.
A empresa sediada em Rezzato é afiliada à Federação Italiana de Atletismo (FIDAL) e realiza sua atividade no estádio municipal da via Milano.
A partir de 2012, o G.S. Atletica Rezzato organiza a corrida de cross country juvenil da FIDAL denominada B.Est cross country,  onde B.Est representa o leste de Brescia, sua localização geográfica. O concurso é organizado sob a égide da Federação Italiana de Atletismo e é patrocinado pelos municípios de Mazzano, Rezzato, Botticino, Nuvolera e Nuvolento. As 3 primeiras edições da prova aconteceram no parque extra-urbano de Ciliverghe, a partir de 2015 a pista de cross country foi transferida para o parque da Villa Mazzucchelli do século XVIII devido à impossibilidade de uso do parque extra-urbano. Também em 2018 a corrida aconteceu no dia 2 de dezembro no parque de Villa Mazzucchelli.

### Basquetebol
A empresa de basquetebol Rezzato é a Basket Plus, uma parceria com o presidente Emilio Rana e gerente da Pasini Andrea

### Futebol
A paixão pelo futebol significava que desde 1928 a Associazione Calcio Imperia começou a dar seus primeiros passos. Este, interrompido a sua presença no período de guerra, retomou a sua actividade a partir de 1950 até 1971. Neste período o Imperia vive a parte central da sua existência saboreando momentos de glória especialmente para a promoção na Segunda Divisão ocorrida na temporada 1961-1962 . A partir de 1971, o Imperia deixou de existir para celebrar sua fusão com a equipe do Virle. A nova equipe do AC Rezzato verá uma nova promoção na Primeira Categoria na temporada 1982-1983. O ponto máximo é atingido na temporada 2016-2017 em que a Rezzato vence o campeonato de Excelência e atinge a Série D.

### Ciclismo
O ciclismo é o primeiro esporte que pousa no território de Rezzato. Em 1906, de fato, foi fundada a SC Rezzatese (cycling company), da qual nasceram muitos talentos, como, em primeiro lugar, o muito jovem ciclista Sofia Zani, campeão regional com menos de 18 anos.

### Marcha de Regularidade de Montanha
É graças ao grupo local de Alpini que a marcha da regularidade nas montanhas se espalhou para Rezzato desde os anos 80. A Federação Italiana de Caminhadas é o órgão que organiza e coordena esta disciplina generalizada, especialmente no sopé do norte da Itália, muitos atletas que se afirmaram em nível regional e nacional e a sociedade que os contém é o GSA Rezzato.
A Rezzato organiza desde 1984 uma competição chamada "Troféu Chiesetta degli Alpini" que ao longo dos anos teve significância regional e nacional, a corrida, a partir da sede do Alpini de Rezzato, serpenteia ao longo dos caminhos de montanha perto da cidade: Regogna , Fieno e Marguzzo.

## Instalações esportivas
As instalações esportivas começam a aparecer no município em 1929, quando o primeiro estádio municipal é inaugurado na via Alcide De Gasperi.
Em 19 de setembro de 1983, a nova instalação esportiva foi inaugurada na Via Milano que contém um campo de futebol com uma pista de atletismo com estandes e um prédio dedicado ao jogo de boliche, a pista de boliche - anteriormente a piscina municipal havia sido construída (1978 e ampliada nos dois anos). 2008-2010).
As quadras de tênis olímpicas (meados dos anos 80), a pista de kart e a pista de motocross em San Giacomo também nascem rapidamente. O centro equestre, que entrou em operação na década de 1970, encerrou sua experiência em 2005 e, em 1990, foi projetado um centro de corridas de cavalos da Europa.

Desde 1997, o município também possui um centro esportivo na parte sul da cidade de San Carlo, onde estão localizados o basquete e outros esportes.